# Gilmar Pisas

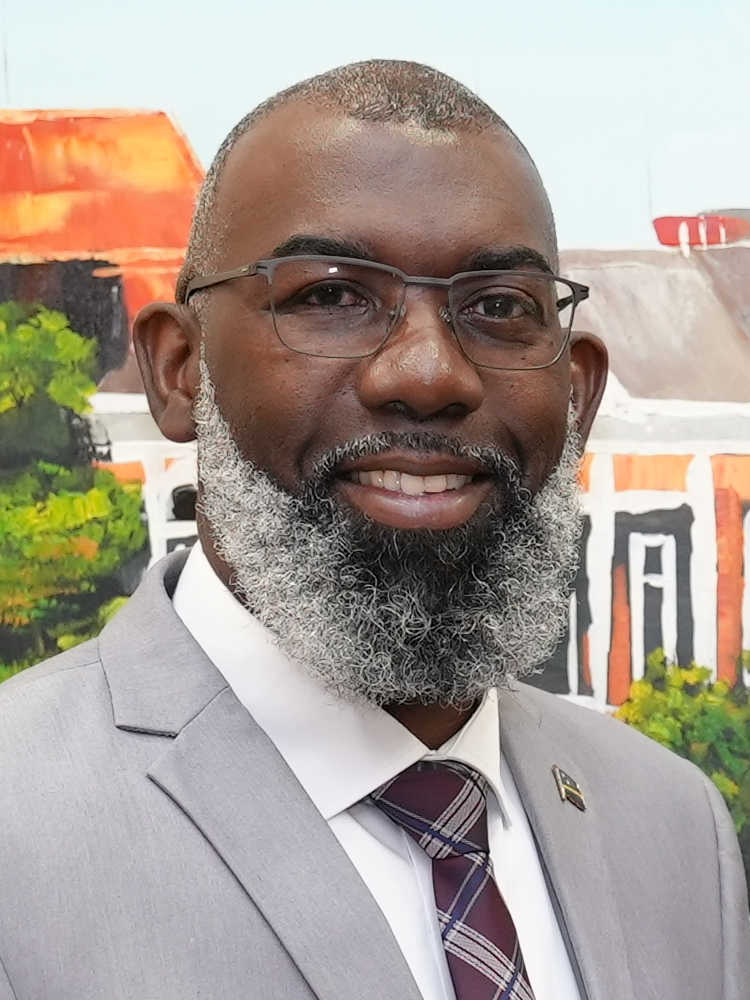
Gilmar Pisas (2022)

Gilmar Simon Pisas (* 28. Oktober 1971 in Bandabou, Curaçao) ist ein niederländischer Politiker und seit dem 14. Juni 2021 amtierender Premierminister Curaçaos.

## Leben
Pisas wurde am 28. Oktober 1971 in Bandabou im Westen von Curaçao geboren. Nach dem erfolgreichen Abschluss seiner Ausbildung an der Polizeischule im Jahr 1993 war er über zwei Jahrzehnte im Polizeidienst tätig.

### Politik
Seine politische Karriere begann Pisas bei der christdemokratischen Nationale Volkspartij (NVP), wechselte später jedoch zur sozialdemokratischen Partido MAN. Im Jahr 2010 wurde er stellvertretender Parteivorsitzender der neugegründeten Movementu Futuro Kòrsou (MFK). Bei der Parlamentswahl 2016 zog er erstmals in das Parlament von Curaçao ein. Vom 17. Februar 2017 bis zum 24. März 2017 amtierte er als Parlamentspräsident.

#### Erste Amtszeit als Premierminister
Am 24. März 2017 wurde Pisas kommissarisch zum Premierminister sowie Justizminister ernannt. Bereits wenige Tage später, am 28. März 2017, beantragte die Regierung unter Pisas beim Europäischen Gerichtshof für Menschenrechte die Aussetzung der für den 28. April vorgesehenen Neuwahlen, da im Parlament bereits eine stabile Mehrheit vorhanden sei und somit keine Neuwahlen erforderlich seien. Der EGMR wies den Antrag jedoch am Folgetag zurück. Die Interimsregierung endete am 29. Mai 2017 mit dem Amtsantritt von Eugene Rhuggenaath.
Im Anschluss an seine kommissarische Amtszeit wurde Pisas erneut als Abgeordneter in das Parlament gewählt. Im Juni 2020 übernahm er den Parteivorsitz der MFK.

#### Zweite Amtszeit als Premierminister
Bei den Parlamentswahlen im März 2021 wurde Gilmar Simon Pisas als Spitzenkandidat der MFK gewählt. Am 26. März 2021 unterzeichneten die MFK und die Partido Nashonal die Pueblo (PNP) einen Koalitionsvertrag. Die daraus hervorgegangene Regierung trat am 14. Juni 2021 ihr Amt an. Bei den folgenden Wahlen im März 2025 erreichte die MFK unter der Führung von Pisas erstmals die absolute Mehrheit der Stimmen.